# メイズイ
メイズイは日本の競走馬。1963年の皐月賞、東京優駿（日本ダービー）を圧勝し、クラシック三冠確実と言われながらも菊花賞で敗れ、三冠を逃した。クラシック戦線ではグレートヨルカとライバル関係を築き、一連の対戦はそれぞれのイニシャルを取り「MG対決」と呼ばれた。1963年度啓衆社賞年度代表馬および最優秀4歳牡馬、最良スプリンター。
全兄にスプリングステークス勝ち馬のメイタイ、全姉に三冠馬ミスターシービーの曾祖母メイワがいる。

## 経歴

### 出生
1960年、群馬県片品村の千明牧場で生まれる。母チルウインドは日本軽種馬協会の石塚栄五郎が選定し、イギリス・アイルランドなどから一括輸入した19頭の繁殖牝馬の内の1頭である。当時すでに第2仔メイコウが6勝、第3仔メイタイがスプリングステークスを含む7勝を挙げており、名繁殖との評価を得ていた。父は農林省がイギリスから輸入したエリザベス2世の所有馬ゲイタイムで、こちらも活躍種牡馬として知られていた。
当時千明牧場に繋養されていた牝馬はチルウインドを含めても4頭のみであったが、同馬以外は不受胎や流産となり、当年出生したのは本馬のみであった。幼名は「明瑞」。7月に調教師の尾形藤吉が馬を見に訪れると、尾形は本馬を「チルウインドの傑作」と高く評価し、その場で尾形の管理と決まった。以後千明牧場で育成調教が積まれた後、競走年齢の3歳に達した1962年、東京競馬場の尾形厩舎に入った。

### 戦績
「大器晩成」を望んだ千明牧場の要望で3歳時は調教のみをこなしながら過ごし、明け4歳となった1963年1月3日、中山開催の新馬戦で初戦を迎えた。尾形厩舎の主戦騎手である保田隆芳を鞍上にレースに臨むと、スタートからの逃げ切りで、2着に10馬身差を付けての圧勝を収めた。翌月のオープン戦では1400mを1分26秒0のレコードタイムで勝利。次走も4馬身差で快勝し、3連勝を遂げた。

#### グレートヨルカとの対戦
続く東京記念で、前年最優秀3歳牡馬を受賞していた尾形厩舎の僚馬・グレートヨルカと初対戦する。同馬も保田が主戦騎手を務めており、グレートヨルカの馬主・小野晃が馬房の前に座り込むパフォーマンスを行うなど、保田を譲らない意志を強く見せた。これを受け、保田はグレートヨルカに騎乗、メイズイの鞍上には保田の弟弟子である森安重勝が配された。
それぞれのイニシャルを取って「MG対決」と呼ばれ、当日はグレートヨルカ1番人気、メイズイは2番人気となった。レースはメイズイが発馬機に顔をぶつけて立ち後れたが、向正面過ぎから位置を上げ、グレートヨルカを交わして先頭に立った。しかし最後の直線を逃げ粘れず、最後はグレートヨルカに交わされて同馬から1馬身3/4差の2着に終わり、初めての敗戦を喫した。競走後には鼻出血が判明している。
続くスプリングステークスでは、不良馬場の中をメイズイがスタートから逃げ切り、グレートヨルカに4馬身差を付けて勝利。前走の雪辱を果たすと共に、兄メイタイとの同一重賞兄弟勝利を挙げた。次走にクラシック初戦・皐月賞を迎えたが、直前に厩務員組合がストライキを起こした影響で、開催場が正規の中山競馬場から、直線の長い東京競馬場に移された。これが逃げ馬のメイズイには不利と受け止められ、当日はグレートヨルカに1番人気を譲る。レースはメイズイがレースを先導、グレートヨルカがこれを見る形で3、4番手を進んだが、最後の直線もメイズイのスピードは鈍らず、グレートヨルカに2馬身の差を付けて優勝。クラシックの一冠目を獲得した。走破タイム2分2秒6は、10戦不敗のトキノミノルの記録を12年ぶりに更新するレースレコードであり、日本レコードからも0.1秒差という好記録であった。

#### MGダービー
前述のストライキの影響により、2週間後には東京優駿（日本ダービー）を迎える。メイズイとグレートヨルカの実力が他馬を圧倒しているとの見方から、戦前から「MGダービー」と喧伝され、両馬の枠番連勝式オッズは1.7倍という低さで「銀行ダービー」とも言われた。単勝オッズではメイズイが1.8倍を付け、2.1倍のグレートヨルカを抑えて初めて1番人気の支持を受けた。
スタートが切られると、メイズイが4番枠から先頭に立って逃げを打ち、グレートヨルカは第2コーナーを抜けた時点で8番手に付けた。レースは1000メートル通過が1分1秒という当時としてはかなり速いペースで推移したが、森安メイズイは第4コーナー手前からスパートを掛けると、そのまま直線を独走態勢で逃げ切って優勝。クラシック二冠を達成した。直線手前で馬群に包まれた2着グレートヨルカとは7馬身の差が付いており、優勝タイム2分28秒7はコマツヒカリが保持した2400mの日本レコードを0.1秒更新する新記録。ダービーとしては従来のレースレコードを一挙に1.5秒縮める、初めての2分20秒台の記録となった。このタイムは1972年にロングエースに破られるまでの9年間、ダービーレコードとして保持された。また、生産者の千明康は1938年度の優勝馬スゲヌマを生産した父・賢治に続き、これも日本競馬史上初となる父子二代でのダービー優勝を果たしている。

#### クラシック三冠成らず
ダービーの後は夏場を休養に充て、秋はセントライト以来史上2頭目の三冠が懸かる菊花賞を目標とした。10月に中山競馬場のオープン戦で復帰、重賞4勝の古馬トウコンを破って勝利を挙げた。その後菊花賞に備えて関西入りし、前哨戦として出走したオープン戦を楽勝。 11月17日、菊花賞を迎えた。
グレートヨルカは秋緒戦のセントライト記念をレコードタイムで制していたが、後に肩を痛めて前哨戦に予定した京都杯を使えず、メイズイのクラシック三冠は確実視された。当日の単勝支持率は菊花賞史上最高の値となる83.2%を記録。主催者の日本中央競馬会も三冠達成記念のくす玉を用意していた。しかしレースでは、当時「三冠キラー」の異名を取った浅見国一騎乗のコウライオーに絡まれて馬が引っ掛かり、3000mという長距離にもかかわらず、800m、1000mのラップタイムをそれぞれ11秒7、11秒5というハイペースで飛ばした。その後は向正面で後続に30馬身差を付けて逃げ続けたが、周回2周目の第3コーナーで早々に失速、クラシック初制覇を果たしたグレートヨルカの後方で6着に終わった。
入線後、グレートヨルカに騎乗していた保田隆芳は、後方からメイズイが来るのを待って、森安に「このバカヤロー!」と怒鳴ったとされる。また、尾形も呆然とした様子で、引き上げてきた保田に「先生、勝ったんです」と言われるまで、グレートヨルカの勝利に気付かなかったという。後に保田は、「宿命のライバルといわれたメイズイが、いま目の前で壊滅しようとしているのを見ては、やはり暗い気持ちにならざるを得なかった」と競走中の心境を回想している。敗戦の原因には距離適性の限界などが囁かれたが、特に森安の騎乗は激しい批判に晒された。たとえば尾形は自著の中で次のように指弾している。
森安は競走前に「何が相手（強敵）と思うか」との質問に対して「何が相手って、時計（レコードタイム）が相手だよ」と発言するなど、勝って当然という態度を示しており、競馬評論家の大川慶次郎はこうした姿勢も敗因の一端にあったとしている。また、尾形はこの頃の森安について、「ダービーをとったらのぼせて不良に落ちた」とも述べている。

#### 菊花賞以後 - 引退
菊花賞の後、メイズイは保田を背に態勢立て直しを期したクモハタ記念を快勝。年末にはファン投票1位で有馬記念（グランプリ）の出走馬に選出され、当日は1番人気に支持された。しかし前走天皇賞（秋）をレコードタイムで制していたリュウフォーレルの2着に終わった。秋は精彩を欠く結果となったが、春のクラシック二冠が評価され、翌1月には当年の年度代表馬にリュウフォーレルと同時選出された。
5歳となった翌1964年は、春の天皇賞を目標にアメリカジョッキークラブカップから始動するも、5着と敗れる。しかしその後のオープン戦、前哨戦スワンステークスを連勝して天皇賞に臨み、1番人気に推された。しかし最後の直線を先頭で逃げ粘るも、前走で4着に退けていた関西馬ヒカルポーラにゴール寸前で差し切られ、3/4馬身差の2着に終わった。
休養の後、秋の天皇賞を目標に10月の復帰戦から3連勝。しかし本番の天皇賞はヤマトキョウダイの8着と大敗。年末の有馬記念には、当年にクラシック三冠を達成したシンザンを押さえて1位で選出されたが、ヤマトキョウダイの3着に終わった。この競走を最後に引退の予定だったが、負けたままでは格好が付かないとして年明け1月5日のオープン戦に出走し、ここを勝利して引退。同月24日、千明牧場出身の天皇賞優勝馬コレヒサと共に、東京競馬場で引退式が行われた。

### 引退後
引退後は、日本中央競馬会に種牡馬として買い上げられ、北海道浦河町の荻伏種馬場に繋養された。良血と優れたスピード能力が評価され、2年目まで50頭前後の交配相手を集め、当時輸入種牡馬に圧されていた内国産馬としては一定の人気を集めた。しかしその中からはオープン特別の中京4歳ステークスを制したスノードーターの他に数頭の地方競馬の重賞勝ち馬を出した程度と産駒の成績が振るわず交配頭数は激減。三石種馬場に移されてアラブ馬専用の種牡馬として供用された後、1977年からは青森県の浜中牧場に移動した。なおアラブの種牡馬としてはタマツバキ記念の勝ち馬ブイセブンを送り出している。
その後種牡馬としての活動はなく、翌1978年8月5日、持病であった神経痛の悪化により、馬房内で死亡した。19歳（現表記18歳）。父として中央競馬の重賞を勝ったサラブレッド競走馬は出せなかったが、ブルードメアサイアー（母の父）として重賞3勝を挙げたハシコトブキ（父シンザン、母コウセキ）を出している。その死後、曾姪孫（全姉の曾孫）に当たる千明牧場生産馬・ミスターシービーが1983年にクラシック三冠を達成。千明牧場はメイズイから20年越しでの雪辱を果たしている。

## 競走成績
| 年月日 | 年月日 | 年月日 | 競馬場 | レース名        | 頭数 | オッズ（人気） | 着順 | 距離（馬場）  | タイム  | 着差    | 騎手         | 斤量 [kg] | 勝ち馬/（2着馬）     |
| 1963   | 1.     | 3      | 中山   | 4歳新馬         | 10   | 2.7（1人）     | 1着  | 芝1200m（稍） | 1:12.8  | 10身    | 保田隆芳     | 52        | （ハヤトオー）       |
|        | 2.     | 2      | 東京   | 4歳オープン     | 7    | 1.3（1人）     | 1着  | 芝1400m（良） | R1:26.0 | 3身     | 保田隆芳     | 52        | （グランドホマレ）   |
|        | 2.     | 17     | 東京   | 4歳オープン     | 5    | 1.1（1人）     | 1着  | 芝1600m（良） | 1:39.5  | 4身     | 保田隆芳     | 53        | （トキチカラ）       |
|        | 3.     | 3      | 東京   | 東京記念        | 4    | 3.2（2人）     | 2着  | 芝1600m（良） | 1:38.1  | 1 1/4身 | 森安重勝     | 54        | グレートヨルカ       |
|        | 3.     | 24     | 中山   | スプリングS     | 5    | 6.8（2人）     | 1着  | 芝1800m（不） | 1:53.5  | 4身     | 森安重勝     | 55        | （グレートヨルカ）   |
|        | 5.     | 12     | 東京   | 皐月賞          | 12   | 3.0（2人）     | 1着  | 芝2000m（良） | R2:02.6 | 2身     | 森安重勝     | 57        | （グレートヨルカ）   |
|        | 5.     | 26     | 東京   | 東京優駿        | 18   | 2.4（1人）     | 1着  | 芝2400m（良） | R2:28.7 | 7身     | 森安重勝     | 57        | （グレートヨルカ）   |
|        | 10.    | 12     | 中山   | 4歳以上オープン | 11   | 1.3（1人）     | 1着  | 芝1800m（良） | 1:51.0  | 1 1/4身 | 森安重勝     | 60        | （トウコン）         |
|        | 11.    | 2      | 京都   | 4歳以上オープン | 6    | 1.1（1人）     | 1着  | 芝1800m（良） | 1:51.7  | 2 1/2身 | 森安重勝     | 60        | （チエリモア）       |
|        | 11.    | 17     | 京都   | 菊花賞          | 10   | 1.2（1人）     | 6着  | 芝3000m（良） | 3:10.5  | 1.0秒   | 森安重勝     | 57        | グレートヨルカ       |
|        | 12.    | 8      | 中山   | クモハタ記念    | 8    | 1.5（1人）     | 1着  | 芝1800m（良） | 1:52.4  | 1 1/2身 | 保田隆芳     | 62        | （クリライト）       |
|        | 12.    | 22     | 中山   | 有馬記念        | 10   | 3.0（1人）     | 2着  | 芝2600m（良） | 2:42.7  | 1 1/2身 | 保田隆芳     | 54        | リユウフオーレル     |
| 1964   | 1.     | 19     | 中山   | AJCC            | 7    | 2.4（1人）     | 5着  | 芝2600m（不） | 2:49.4  | 2.6秒   | 保田隆芳     | 62        | スズトツプラン       |
|        | 3.     | 21     | 東京   | 5歳以上オープン | 6    | 1.6（1人）     | 1着  | 芝1700m（稍） | 1:45.4  | 3 1/2身 | 久保田秀次郎 | 60        | リユウムサシ         |
|        | 4.     | 12     | 京都   | スワンS         | 10   | 2.6（1人）     | 1着  | 芝1800m（稍） | 1:55.8  | 3/4身   | 保田隆芳     | 62        | （パスポート）       |
|        | 4.     | 29     | 京都   | 天皇賞（春）    | 9    | 1.5（1人）     | 2着  | 芝3200m（良） | 3:26.9  | 3/4身   | 保田隆芳     | 58        | ヒカルポーラ         |
|        | 10.    | 10     | 中山   | 4歳以上オープン | 10   | 2.8（1人）     | 1着  | 芝1600m（重） | 1:37.7  | アタマ  | 吉田晴雄     | 62        | （アイエルオー）     |
|        | 10.    | 24     | 中山   | 4歳以上オープン | 8    | 1.5（1人）     | 1着  | 芝2000m（重） | 2:04.6  | 4身     | 吉田晴雄     | 63        | （ホマレキヨウダイ） |
|        | 11.    | 8      | 中山   | 習志野S         | 9    | 1.7（1人）     | 1着  | 芝2000m（良） | 2:03.3  | 1 1/2身 | 保田隆芳     | 64.5      | （ミストヨペツト）   |
|        | 11.    | 23     | 東京   | 天皇賞（秋）    | 12   | 1.3（1人）     | 8着  | 芝3200m（良） | 3:23.9  | 2.2秒   | 保田隆芳     | 58        | ヤマトキヨウダイ     |
|        | 12.    | 27     | 中山   | 有馬記念        | 8    | 3.8（2人）     | 3着  | 芝2600m（重） | 2:45.6  | 0.5秒   | 保田隆芳     | 55        | ヤマトキヨウダイ     |
| 1965   | 1.     | 5      | 中山   | 5歳以上オープン | 7    | 1.5（1人）     | 1着  | 芝2000m（良） | 2:05.6  | 3/4身   | 吉田晴雄     | 62        | （メジロオーザ）     |

- 競走名太字は八大競走。
- タイム欄のRはレコード勝ちを示す。

## 評価
メイズイはその馬体に対する評価が高い。競馬評論家の大川慶次郎は、「柔らかくてしなやかな、それはもう本当に惚れ惚れするほどいい馬でした」と回想し、一歳下の三冠馬シンザンと比較して「"垢抜けたサラブレッド"ということで言えば、メイズイはシンザンの比ではなかったと思います。それぐらい、メイズイという馬は素晴らしかったのです」と評している。また、詩人の志摩直人は菊花賞の様子を描写した「華麗なる壊滅」という一篇の中で、「エキゾチックな肢体の美しい馬」としており、競馬記者の橋本邦治は「美しい姿態。胸のすくようなフットワークで逃げるメイズイ。誰が見ても"一目惚れ"する馬と言えた」と述べている。
2年連続で有馬記念のファン投票1位を獲得しているように人気も高く、2000年には日本中央競馬会が実施したファン投票による名馬選定企画「20世紀の名馬大投票」において第99位に選出された。実施時点に近い年代の馬が数多くランクインした中、同年代以前に競走生活を送り、JRA顕彰馬以外で100位以内に入ったのはメイズイのみであった。また、競馬会の機関誌『優駿』において識者5名が選定を担当した「20世紀のベストホース100」にも名を連ねている。
競走成績から見た場合、2600m以上の距離での実績は2着2回3着1回着外3回で未勝利であるのに対して、2400m以下では16戦15勝、敗戦は東京記念の2着だけという抜群の安定感を誇る。血統にも造詣が深かった志摩直人は、有馬記念と天皇賞で敗れたリュウフォーレル、ヒカルポーラ、ヤマトキョウダイの3頭に着目し、「負けたその相手馬はいずれもヒンドスタン産駒であるところに、メイズイの血の秘密があばかれたように思われる。父のゲイタイムは、ダービー二着の馬であるが、このダービーの後にエリザベス女王の服色でレースに出たが、十七戦六勝、勝ったのは何れも二千米以下のレースであった」と、メイズイが短・中距離向きの馬だったことを示唆している。また、ライターの今井昭雄は、「結果論だが、同馬（メイズイ）は二千四百メートル以上の距離には一度も勝てなかった。（中略）メイズイは、典型的な中距離ランナーだったのだ」と評している。

## 血統表
| メイズイの血統                        | メイズイの血統                       | メイズイの血統                       | （血統表の出典）                     | （血統表の出典） |
| 父系                                  | ロックフェラ系                       | ロックフェラ系                       | ロックフェラ系                       | [ § 2 ]          |
| 父 *ゲイタイム Gay Time 1949 栗毛     | 父の父Rockefella 1941 黒鹿毛         | Hyperion                             | Gainsborough                         | Gainsborough     |
| 父 *ゲイタイム Gay Time 1949 栗毛     | 父の父Rockefella 1941 黒鹿毛         | Hyperion                             | Selene                               |                  |
| 父 *ゲイタイム Gay Time 1949 栗毛     | 父の父Rockefella 1941 黒鹿毛         | Rockfel                              | Felstead                             | Felstead         |
| 父 *ゲイタイム Gay Time 1949 栗毛     | 父の父Rockefella 1941 黒鹿毛         | Rockfel                              | Rockliffe                            |                  |
| 父 *ゲイタイム Gay Time 1949 栗毛     | 父の母Daring Miss 1939 栗毛          | Felicitation                         | Colorado                             | Colorado         |
| 父 *ゲイタイム Gay Time 1949 栗毛     | 父の母Daring Miss 1939 栗毛          | Felicitation                         | Felicita                             |                  |
| 父 *ゲイタイム Gay Time 1949 栗毛     | 父の母Daring Miss 1939 栗毛          | Venturesome                          | Solario                              | Solario          |
| 父 *ゲイタイム Gay Time 1949 栗毛     | 父の母Daring Miss 1939 栗毛          | Venturesome                          | Orlass                               |                  |
| 母 *チルウインド Chill Wind 1946 栗毛 | 母の父Wyndham 1933 栗毛              | Blenheim                             | Blandford                            | Blandford        |
| 母 *チルウインド Chill Wind 1946 栗毛 | 母の父Wyndham 1933 栗毛              | Blenheim                             | Malva                                |                  |
| 母 *チルウインド Chill Wind 1946 栗毛 | 母の父Wyndham 1933 栗毛              | Bossover                             | The Boss                             | The Boss         |
| 母 *チルウインド Chill Wind 1946 栗毛 | 母の父Wyndham 1933 栗毛              | Bossover                             | Rhodesian Mare                       |                  |
| 母 *チルウインド Chill Wind 1946 栗毛 | 母の母Heart of Midlothian 1942 栗毛  | Scottish Union                       | Cameronian                           | Cameronian       |
| 母 *チルウインド Chill Wind 1946 栗毛 | 母の母Heart of Midlothian 1942 栗毛  | Scottish Union                       | Trustful                             |                  |
| 母 *チルウインド Chill Wind 1946 栗毛 | 母の母Heart of Midlothian 1942 栗毛  | Eppie Adair                          | Duncan Gray                          | Duncan Gray      |
| 母 *チルウインド Chill Wind 1946 栗毛 | 母の母Heart of Midlothian 1942 栗毛  | Eppie Adair                          | Bess of Hardwick                     |                  |
| 母系(F-No.)                           | (FN:9-h)                             | (FN:9-h)                             | (FN:9-h)                             | [ § 3 ]          |
| 5代内の近親交配                       | Orby 5×5、Gainsborough 4･5（父系内） | Orby 5×5、Gainsborough 4･5（父系内） | Orby 5×5、Gainsborough 4･5（父系内） | [ § 4 ]          |
| 出典                                  | 1. 2. 3. 4.                          | 1. 2. 3. 4.                          | 1. 2. 3. 4.                          | 1. 2. 3. 4.      |

近親には全姉メイワの孫に重賞3勝のシービークインがおり、その産駒が前述のミスターシービーである。ほか4代母ベスオブハードウィックの半兄にケンタッキーダービーなどを制したオマールカイヤームがいる。また、6代母リズマから連なる同牝系の出身馬にイギリスチャンピオンステークスなどを制したハニーウェイがおり、その全妹フェアハネーはメイズイの母チルウインドとともに日本に輸入され、東京優駿を制したフエアーウインを産出している（フエアーウインの父は、メイズイと同じゲイタイム）。